# Springprüfung

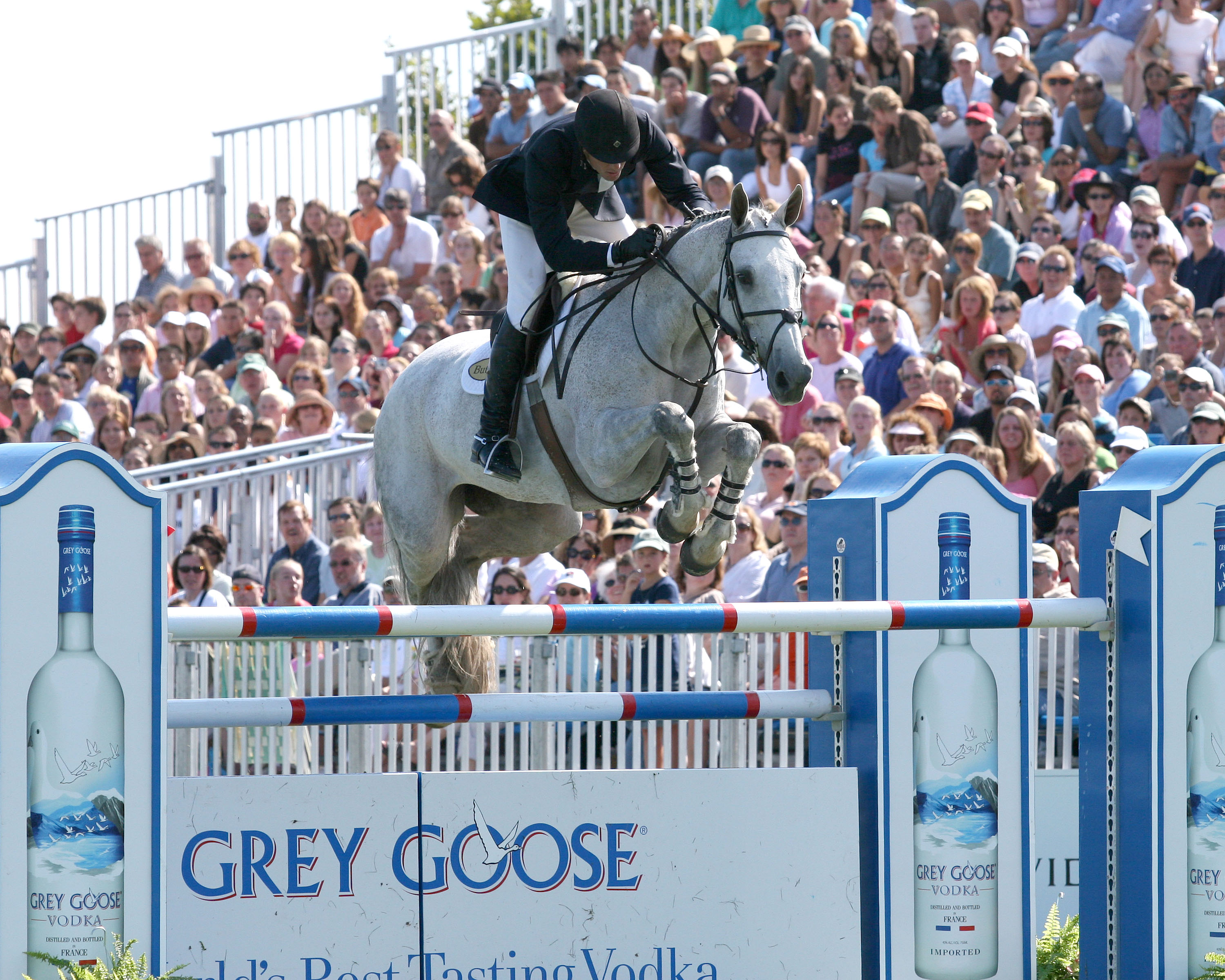
Oxer

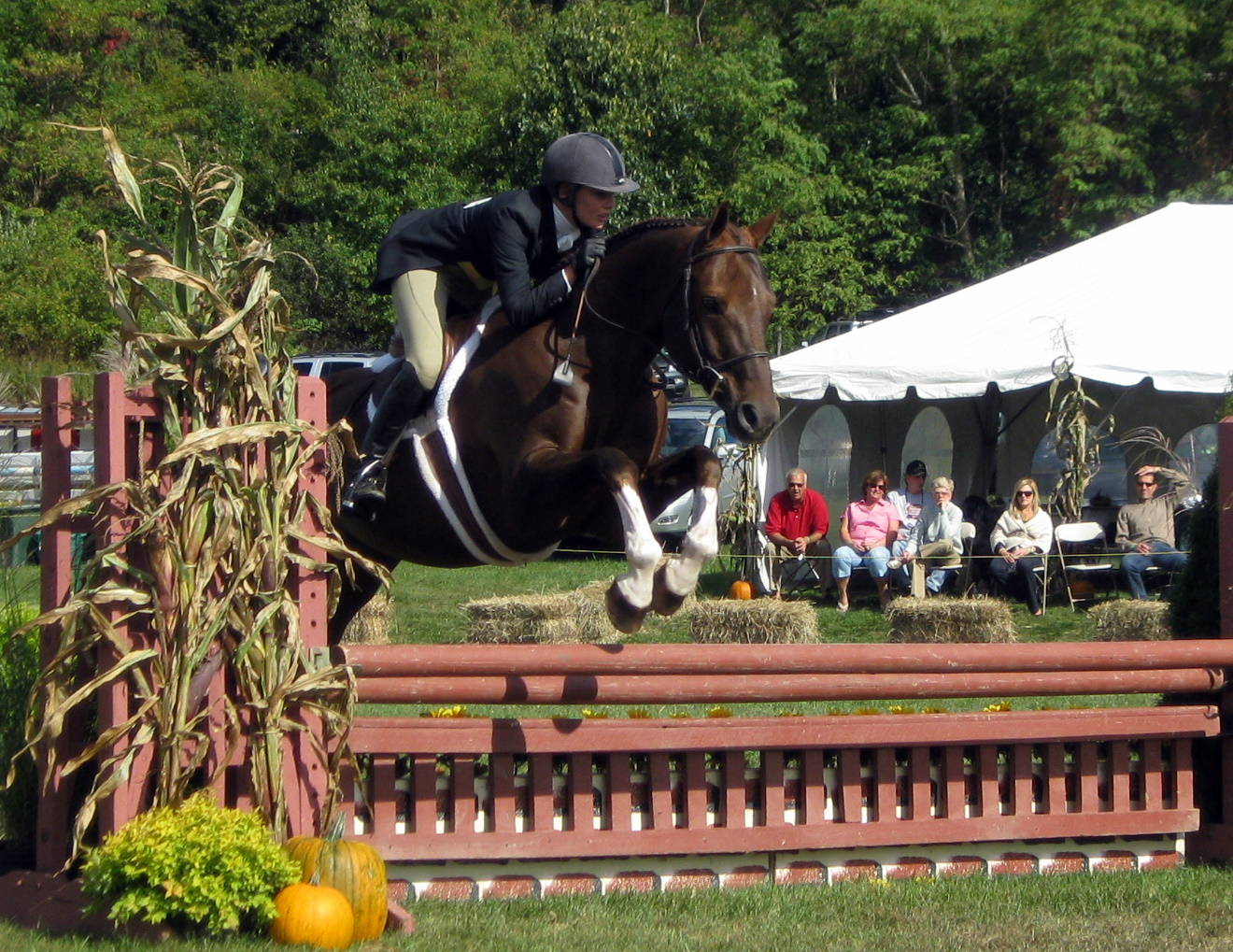
Steilsprung

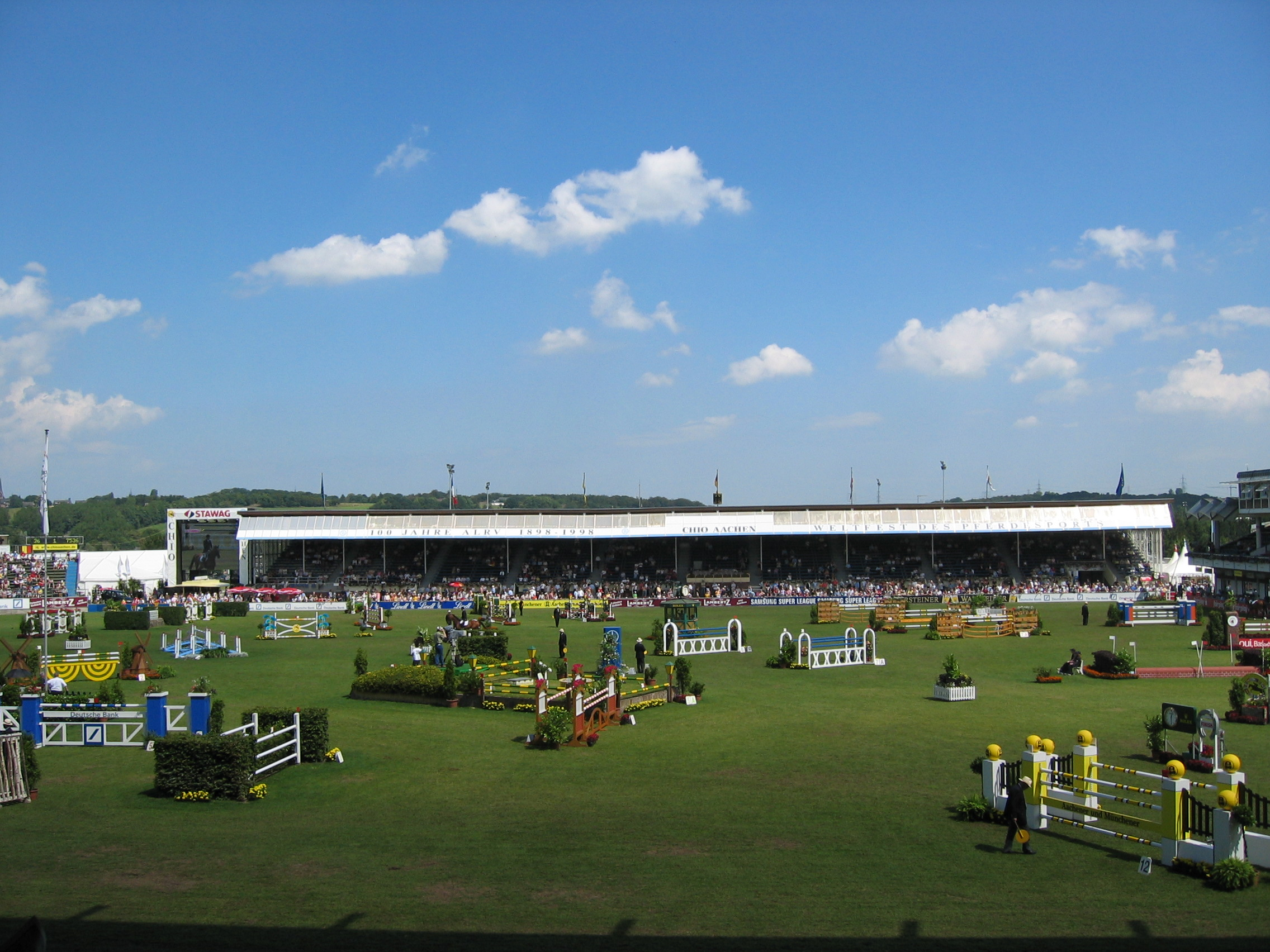
Parcours einer Springprüfung

Eine Springprüfung ist neben der Stilspringprüfung und der Springpferdeprüfung eine von drei Prüfungsformen im Springreiten. Sie kann nach verschiedenen Richtverfahren ausgetragen werden. Hierbei richtet sich das Ergebnis je nach Richtverfahren nach Fehlern, Zeit oder einer Kombination aus beidem. Mehrere Springprüfungen (oder auch andere reitsportliche Prüfungen, je nach Ausschreibung) bilden zusammen ein Reitturnier.

## Richtverfahren A

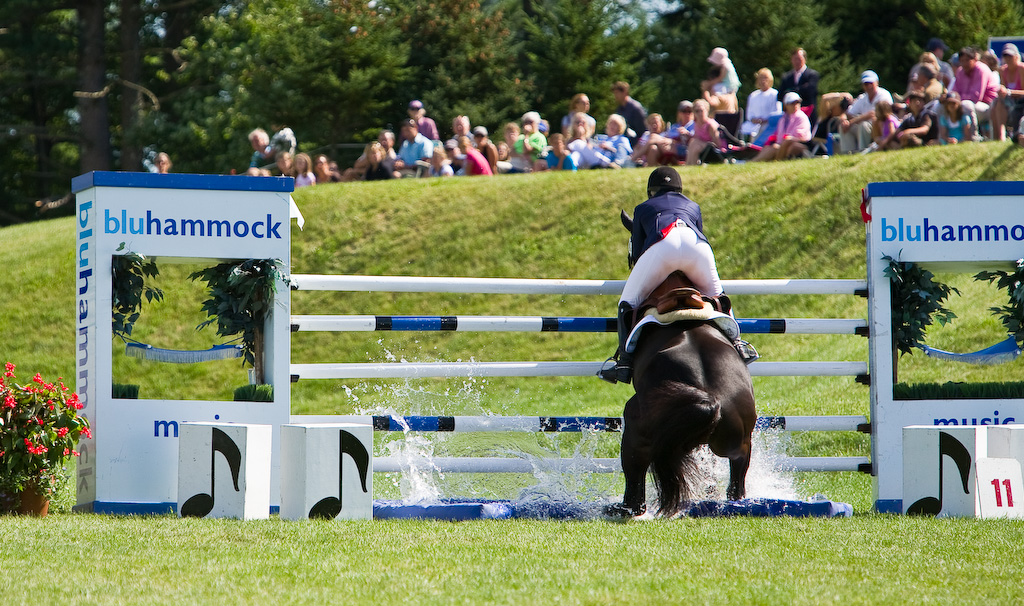
Ein Ungehorsam: Das Pferd verweigert vor dem Sprung

Fehler am Rick

Im Richtverfahren A (International: Table A) werden Fehler in einer Springprüfung mit Strafpunkten sanktioniert. Das Ergebnis der Springprüfung richtet sich dann nach der Anzahl der Strafpunkte und der benötigten Zeit. Die meisten Springprüfungen werden in einer Form des Richtverfahrens A ausgetragen.
Für die Strafpunktevergabe beim Richtverfahren A gelten international folgende Grundregeln:
- das Abwerfen einer Stange oder eines sonstigen zugehörigen Teils eines Hindernisses (Abwurf): 4 Strafpunkte
- Einfußen des Pferdes in den Wassergraben oder Auftreten auf das weiße Band hinter dem Wassergraben: 4 Strafpunkte
- erstmaliges Verweigern des Pferdes (Ungehorsam): 4 Strafpunkte
- Überschreiten der erlaubten Zeit: 1 Strafpunkt pro angefangene Sekunde Überschreitung (bis zum Jahresende 2021 gab mit Ausnahme von Stechen nur 1 Strafpunkt pro angefangene vier Sekunden Überschreitung)
- zweiter Ungehorsam, Sturz des Reiters und/oder des Pferdes, Überschreiten der Maximalzeit, Reiten der Hindernisse in der falschen Reihenfolge oder entgegen der vorgegebenen Sprungrichtung: Ausscheiden des Teilnehmers[2]

Auf nationalen Turnieren in Deutschland wird im Richtverfahren A wie folgt bewertet:
- Hindernisfehler (Abwurf): 4 Strafpunkte
- erste Unterbrechung (z. B. Stehenbleiben, Ausweichen; frühere Bezeichnung: Ungehorsam bzw. Verweigerung): 4 Strafpunkte
- zweite Unterbrechung: Ausschluss
- Sturz des Teilnehmers und/oder Pferdes: Ausschluss
- Überschreiten der Erlaubten Zeit (EZ) je angefangene 4 Sekunden (im Stechen je angefangene Sekunde): 1 Strafpunkt
- bis 2017 wurde das Überschreiten der erlaubten Zeit abweichend gewertet (0,25 Strafpunkte pro angefangene Sekunde Zeitüberschreitung)[4]

### Springprüfung nach Fehlern und Zeit
Fehler-Zeit-Springprüfungen bestehen aus einem einmaligen Umlauf über einen festgelegten Turnierparcours. Die Teilnehmer werden nach der Anzahl der erzielten Strafpunkte platziert, bei Punktgleichheit nach der benötigten Zeit. Somit ist der Teilnehmer mit den wenigsten erreichten Strafpunkten und der geringsten Zeit Sieger der Prüfung.

### Springprüfung mit Stechen (Normalumlauf nach Fehlern und Zeit)
Springprüfungen mit Stechen bestehen aus einem Normalumlauf und einem Stechen. Beide werden (nach dieser Ausschreibung) im Stil einer Springprüfung nach Fehlern und Zeit ausgetragen. Alle Teilnehmer, die im Normalumlauf die gleiche, niedrigste Fehleranzahl (im Regelfall null Fehler) erreicht haben, treten nochmals im Stechen an. Dieses findet über einen festgelegten verkürzten Parcours statt. Sieger ist der Teilnehmer mit den wenigsten erreichten Strafpunkten und der geringsten benötigten Zeit im Stechen. Sollte im Normalumlauf nur ein Teilnehmer die niedrigste Fehleranzahl erreichen, entfällt das Stechen (dieser Teilnehmer ist dann der Sieger der Prüfung).

### Springprüfung nach Fehlern, nicht gegen die Zeit
Diese Springprüfungen bestehen aus einem einmaligen Umlauf über einen festgelegten Turnierparcours aus Hindernissen. Die Teilnehmer werden nach der Anzahl der erzielten Strafpunkte platziert, unabhängig von der benötigten Zeit. Somit ist der Teilnehmer bzw. die Teilnehmer mit den wenigsten erreichten Strafpunkten Sieger der Prüfung. Solche Prüfungen sind auch als Clear-Round-Springen bekannt, da jede fehlerfreie Runde (englisch: clear round) in der Erlaubten Zeit (EZ) den Sieg bedeutet. Clear-Round-Springen werden seit dem Inkrafttreten der LPO 2024 auch im nationalen Turniersport angeboten. Prüfungen ohne EZ werden national nur im Einstiegsbereich als WBO-Wettbewerbe angeboten.

### Springprüfung mit Stechen (Normalumlauf nicht gegen die Zeit)

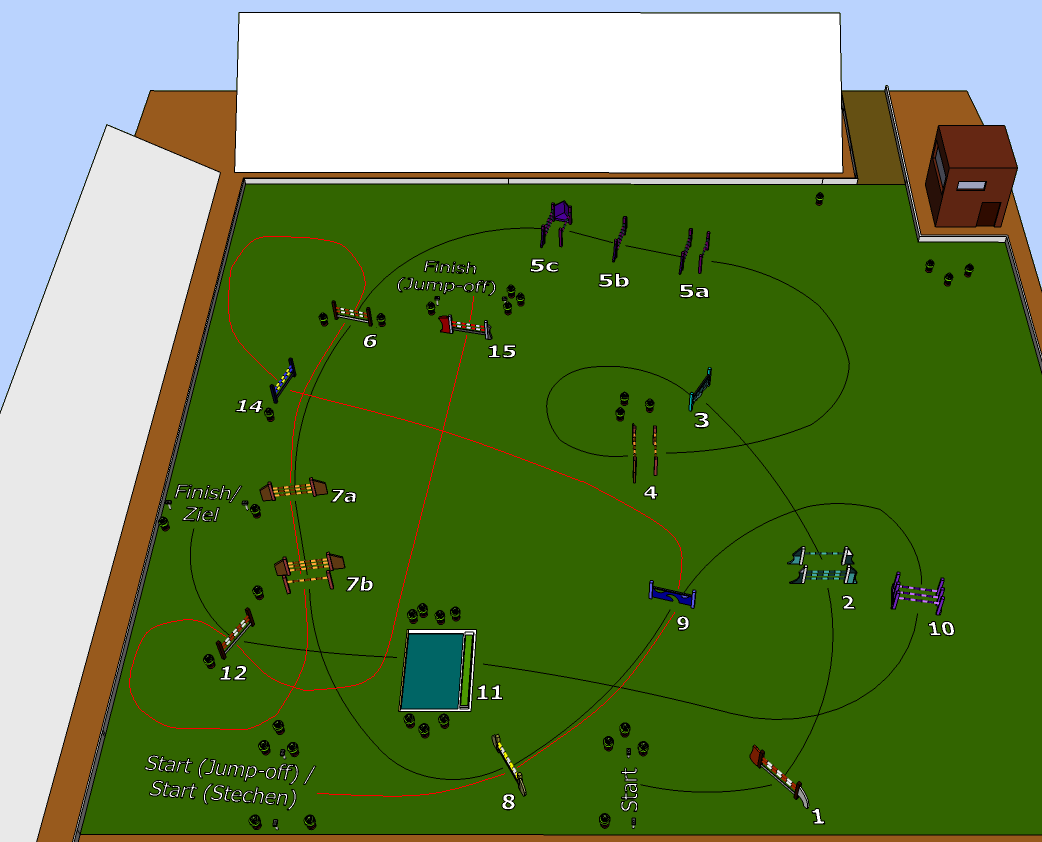
Beispielhafter Parcours einer Springprüfung mit Stechen (Normalumlauf: schwarz, Stechen: rot)

Springprüfungen mit Stechen bestehen aus einem Normalumlauf und einem Stechen. Bei dieser Art der Ausschreibung wird der Normalumlauf im Stil einer Springprüfung nach Fehlern, nicht gegen die Zeit, ausgetragen. Alle Teilnehmer, die im Normalumlauf die gleiche, niedrigste Fehleranzahl (im Regelfall null Fehler) erreicht haben, treten nochmals im Stechen an. Dieses findet über einen festgelegten verkürzten Parcours statt. Sieger ist der Teilnehmer mit den wenigsten erreichten Strafpunkten und der geringsten benötigten Zeit im Stechen. Sollte im Normalumlauf nur ein Teilnehmer die niedrigste Fehleranzahl erreichen, entfällt das Stechen (dieser Teilnehmer ist dann der Sieger der Prüfung). Die bekannteste Prüfung, die nach diesem Reglement ausgeschrieben ist, ist das Hickstead Derby.

### Springprüfung mit Siegerrunde
Springprüfungen mit Siegerrunde bestehen aus einem Normalumlauf und einem dem Stechen ähnlichen zweiten Umlauf (Siegerrunde). Beide werden im Stil einer Springprüfung nach Fehlern und Zeit ausgetragen. 25 Prozent der Teilnehmer, auf jeden Fall aber alle fehlerfreien Teilnehmer (im nationalen Reglement LPO sind auch weitere Varianten enthalten), treten nochmals in der Siegerrunde an. Diese findet über einen festgelegten verkürzten Parcours statt. Alle Teilnehmer an der Siegerrunde werden vor Beginn dieser wieder auf null Fehlerpunkte zurückgesetzt. Sieger ist der Teilnehmer mit den wenigsten erreichten Strafpunkten und der geringsten benötigten Zeit in der Siegerrunde.
Bis 2008 war es bei Springprüfungen mit Siegerrunde auch möglich, dass die Teilnehmer laut Reglement die im Normalumlauf erreichten Strafpunkte mit in die Siegerrunde nehmen. National ist dies weiterhin möglich.

### Springprüfung mit zwei Umläufen
Springprüfungen mit zwei Umläufen bestehen aus einem ersten und einem zweiten Umlauf. Die einzelnen Umläufe werden im Stil einer Springprüfung nach Fehlern und Zeit oder im Stil einer Springprüfung nach Fehlern, nicht gegen die Zeit, ausgetragen. Je nach Ausschreibung erreichen entweder alle Teilnehmer oder eine festgelegte Anzahl von Teilnehmern den zweiten Umlauf. Dieser kann über denselben oder einen anderen Parcours als im ersten Umlauf ausgetragen werden. Alle Teilnehmer am zweiten Umlauf nehmen die im ersten Umlauf erreichten Strafpunkte in diesen mit. Sieger ist der Teilnehmer mit den wenigsten erreichten Strafpunkten und der geringsten benötigten Zeit in der Siegerrunde.

### Springprüfung mit zwei Umläufen und Stechen
Eine Springprüfung mit zwei Umläufen und Stechen erfolgt im Ablauf genauso wie eine Springprüfung mit zwei Umläufen (ohne Stechen). Nach den zwei Umläufen findet jedoch noch ein Stechen nach Fehlern und Zeit statt. Dieses findet über einen festgelegten verkürzten Parcours statt. Sieger ist der Teilnehmer mit den wenigsten erreichten Strafpunkten und der geringsten benötigten Zeit im Stechen. Sollten nach den beiden ersten Umläufen nur ein Teilnehmer die niedrigste Fehleranzahl erreichen, entfällt das Stechen (dieser Teilnehmer ist dann der Sieger der Prüfung). Diese Ausschreibung findet bei Nationenpreisen Anwendung.

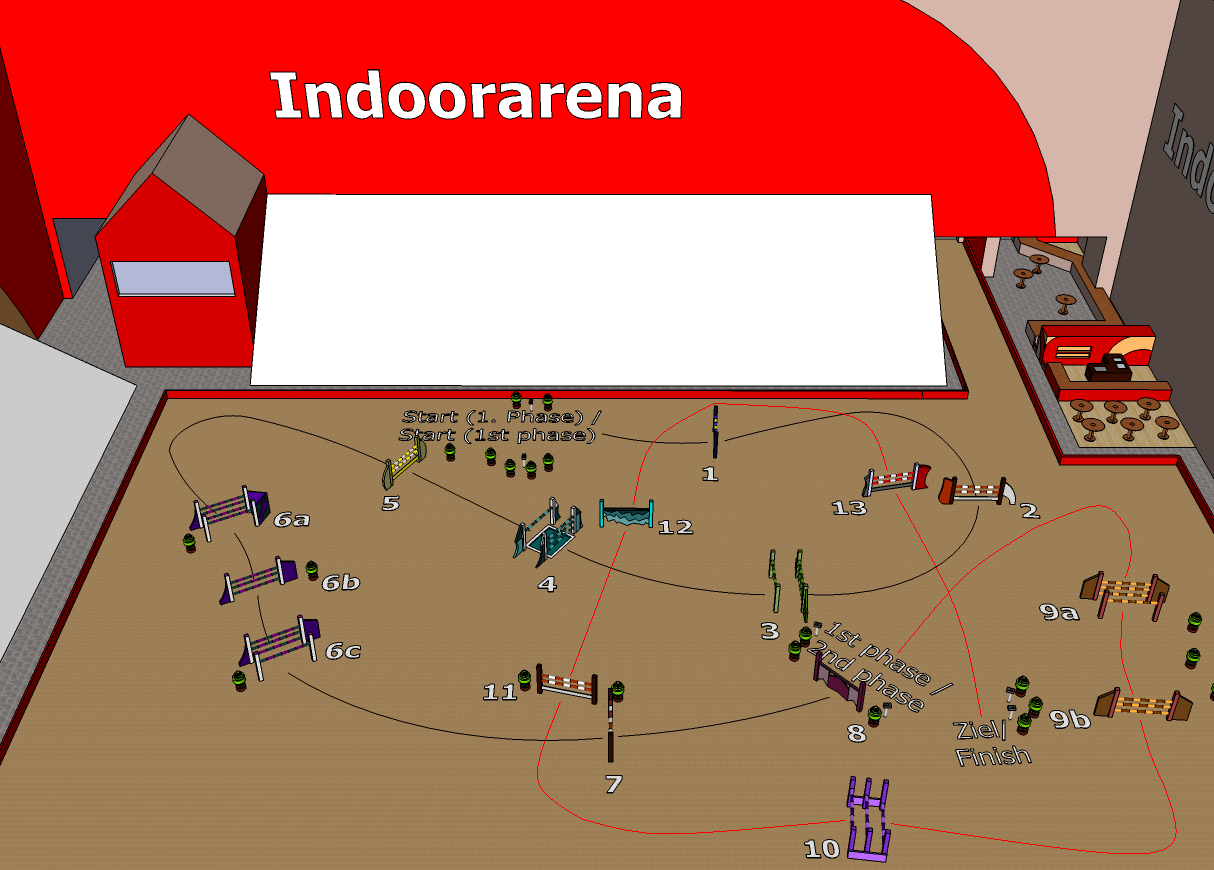
Beispielhafter Parcours einer Zwei-Phasen-Springprüfung (1. Phase: schwarz, 2. Phase: rot)

### Zwei-Phasen-Springprüfung
Alle Teilnehmer an einer Zwei-Phasen-Springprüfung starten in einem Parcours, der genauso wie in einer Springprüfung nach Fehlern und Zeit ausgeschrieben ist. Sollte der Reiter während dieser ersten Phase Strafpunkte erhalten, ist die Prüfung somit für ihn zu Ende (im nationalen Reglement LPO sind auch weitere Varianten enthalten). Er wird gemäß seinen erreichten Strafpunkten und seiner benötigten Zeit platziert. Sollte ein Teilnehmer diese erste Phase ohne Strafpunkte überstehen, beginnt sofort die Zeit der zweiten Phase zu laufen. In dieser zweiten Phase hat der Teilnehmer nochmals einen (anderen) Parcours im Stil einer Springprüfung nach Fehlern und Zeit zu bewältigen. Sieger ist der Teilnehmer mit den wenigsten erreichten Strafpunkten und der geringsten benötigten Zeit in der zweiten Phase.

### Springprüfung mit unmittelbarem Stechen
Diese Springprüfung ist mit der Zwei-Phasen-Springprüfung weitgehend identisch. Jedoch beginnt das Stechen (identisch mit der zweiten Phase) nicht sofort mit dem Überschreiten der Ziellinie des Normalumlaufs (identisch mit der ersten Phase), sondern erst, soweit die Richter diesen freigegeben haben. Sieger ist der Teilnehmer mit den wenigsten erreichten Strafpunkten und der geringsten benötigten Zeit im Stechen.

### Gruppenspringprüfung
Gruppenspringprüfungen bestehen aus einer Gruppenphase und einer Siegerrunde. Vor Beginn der Prüfung werden die Teilnehmer in Gruppen eingeteilt (im Regelfall vier oder fünf Teilnehmer pro Gruppe). Jede Gruppe wird nach dem Reglement einer (eigenständigen) Springprüfung nach Fehlern und Zeit ausgetragen. Der Sieger einer jeden Gruppe zieht in die anschließende Siegerrunde ein. Außerdem kann das Reglement festlegen, dass sich zusätzlich noch eine bestimmte Anzahl an Teilnehmer als Lucky Loser für die Siegerrunde qualifizieren. Dies sind die Besten von den nicht für die Siegerrunde qualifizierten Teilnehmern (nach Strafpunkten und Zeit). Die Siegerrunde findet über einen festgelegten verkürzten Parcours statt. Alle Teilnehmer an der Siegerrunde werden vor Beginn dieser wieder auf null Fehlerpunkte zurückgesetzt. Sieger ist der Teilnehmer mit den wenigsten erreichten Strafpunkten und der geringsten benötigten Zeit in der Siegerrunde.
Diese Art der Prüfung führt zwar zu einem spannenden Prüfungsablauf (nach wenigen Reitern bereits die ersten Entscheidungen), wird jedoch von vielen Teilnehmern als nicht besonders fair empfunden (einige Teilnehmer mit Strafpunkten erreichen die Siegerrunde, teilweise sind aber einige Teilnehmer ohne Fehler aus besonders starken Gruppen nicht zur Teilnahme an der Siegerrunde berechtigt). Aus diesem Grund und aus mangelnder Beliebtheit dieser Prüfungsform wurde diese zum Jahreswechsel 2023/2024 aus dem nationalen Reglement (LPO) gestrichen.

### Knock-Out-Springprüfung
Knock-Out-Springprüfungen (kurz: K.-O.-Springen, siehe auch allgemein: K.-o.-System) sind besondere Springprüfungen nach Richtverfahren A. Hierbei treten jeweils zwei Teilnehmer in zwei identischen (meist spiegelverkehrten) Parcours zeitgleich an. Der Teilnehmer mit den wenigsten erreichten Strafpunkten und der geringsten Zeit ist Sieger in diesem Prüfungsteil und zieht damit in die nächste Runde ein. Dieses System wird so lange fortgeführt, bis in einer finalen Runde der Sieger der Prüfung nach diesem Reglement ermittelt wird.
Knock-Out-Springprüfungen können alternativ auch nach Richtverfahren C ausgetragen werden.

## Richtverfahren C

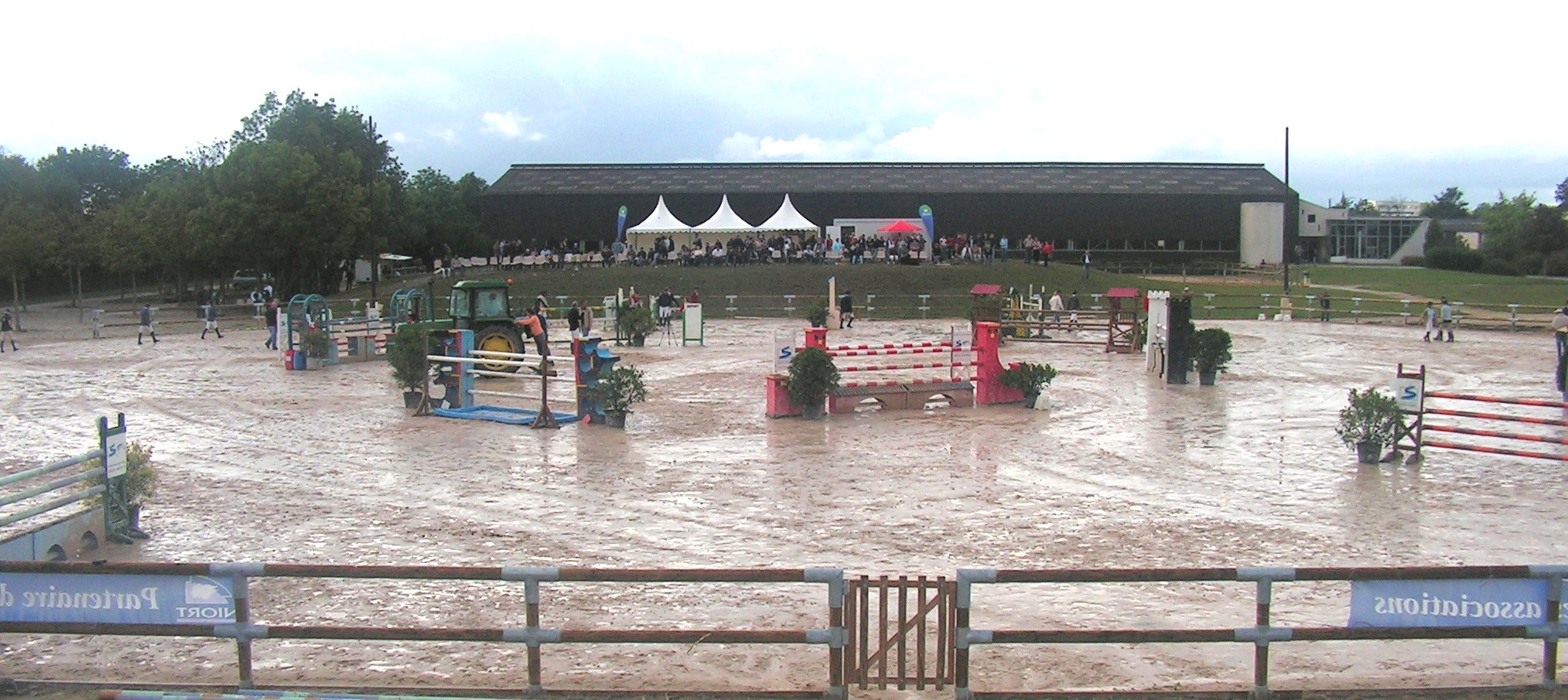
Parcoursbegehung vor einer Springprüfung, zwischen den Hindernissen wird der Boden glatt gezogen

Im Richtverfahren C (International: Table C) werden Fehler in einer Springprüfung mit Strafsekunden sanktioniert. Das Ergebnis der Springprüfung richtet sich dann nach der benötigten Zeit zuzüglich der Strafsekunden.
Für die Strafpunktevergabe beim Richtverfahren C gelten international folgende Grundregeln:
- das Abwerfen einer Stange oder eines sonstigen zugehörigen Teils eines Hindernisses (Abwurf): 4 Sekunden
- Einfußen des Pferdes in den Wassergraben oder Auftreten auf das weiße Band hinter dem Wassergraben: 4 Sekunden
- erstmaliges Verweigern des Pferdes (Ungehorsam): ohne Folgen (bestraft sich über die Zeit selbst), soweit Hindernis durch Ungehorsam neu aufgebaut werden muss und erneut gesprungen werden muss, werden 6 Sekunden zur Zeit addiert
- eine erlaubte Zeit gibt es nicht
- zweiter Ungehorsam, Sturz des Reiters und/oder des Pferdes, Überschreiten der Maximalzeit, Reiten der Hindernisse in der falschen Reihenfolge oder entgegen der vorgegebenen Sprungrichtung: Ausscheiden des Teilnehmers.[19]

### Zeitspringprüfung
Zeitspringprüfungen bestehen aus einem Umlauf über einen festgelegten Turnierparcours, der nach dem Reglement des Richtverfahrens C ausgetragen wird. Sieger ist der Teilnehmer, der nach Addition der Strafsekunden die geringste Zeit für den Umlauf benötigt hat.

### Springprüfungen mit Stechen nach Richtverfahren C
Springprüfung mit Stechen, deren Normalumlauf nach Richtverfahren A ausgetragen werden, können auch mit einem Stechen nach Richtverfahren C ausgetragen werden. In diesem Fall treten alle Teilnehmer, die im Normalumlauf die gleiche, niedrigste Fehleranzahl (im Regelfall null Fehler) erreicht haben, nochmals im Stechen an. Dieses findet über einen festgelegten verkürzten Parcours statt. Sieger ist der Teilnehmer, der nach Addition der Strafsekunden die geringste Zeit für den Stechenparcours benötigt hat. In Stechen nach Richtverfahren C werden Abwürfe mit drei (statt mit vier) Strafsekunden geahndet.

### Relais-Springprüfung
Relais-Springprüfung sind Springprüfungen nach Richtverfahren C, an denen mehrere Teams aus zwei oder drei teilnehmen (alle Teams müssen aus gleich vielen Reitern bestehen). Es wird über einen Parcours im Stil einer Zeitspringprüfung geritten. Sobald der erste Reiter über die Startlinie kommt, beginnt die Zeit zu laufen. Der jeweils nächste Teilnehmer darf erst in (denselben) Parcours starten, sobald der vorangegangene Starter die Ziellinie überritten hat. Die Zeit für ein Team wird gestoppt, sobald der letzte Reiter des Teams seinen Parcours beendet hat. Sieger ist das Team, das nach Addition der Strafsekunden die geringste Zeit für den Umlauf benötigt hat.

### Wahl-Springprüfung
Bei einer Wahl-Springprüfung handelt es sich um eine Zeitspringprüfung, bei der jedoch die Reihenfolge, in der die Sprünge überwunden werden müssen, nicht vorgegeben sind. Der Teilnehmer muss die Start- und die Ziellinie in die vorgegebene Richtung überqueren. Die Richtung, in der die Sprünge übersprungen werden, ist nicht vorgegeben. Teilnehmer, die einen Sprung nach überqueren der Ziellinie noch nicht überwunden haben, werden disqualifiziert. Sieger ist der Teilnehmer, der nach Addition der Strafsekunden die geringste Zeit für den Umlauf benötigt hat. Mangels Beliebtheit wurde diese Prüfungsform zum Jahreswechsel 2023/2024 aus dem nationalen Reglement (LPO) gestrichen.

## Springprüfungen nach besonderem Reglement
Springprüfungen nach besonderem Reglement finden anhand eines mit dem Richtverfahren A identischen Grundreglements statt. Es handelt sich hierbei oft um Springprüfungen mit einem Normalumlauf und drei oder vier Stechen. Zumeist werden hierbei sehr hohe Hindernisse überwunden. Neben den in diesem Abschnitt aufgeführten Spezial-Springprüfungen gibt es im Regelwerk für den nationalen Turniersport (LPO) noch folgende, weniger bedeutende Varianten: Stafetten- und Mannschafts-Springprüfungen, Springprüfungen mit Idealzeit (Präzisionsprüfungen), mit steigenden Anforderungen und mit Mindeststilnote, sowie Springprüfungen analog Springpferdeprüfung.

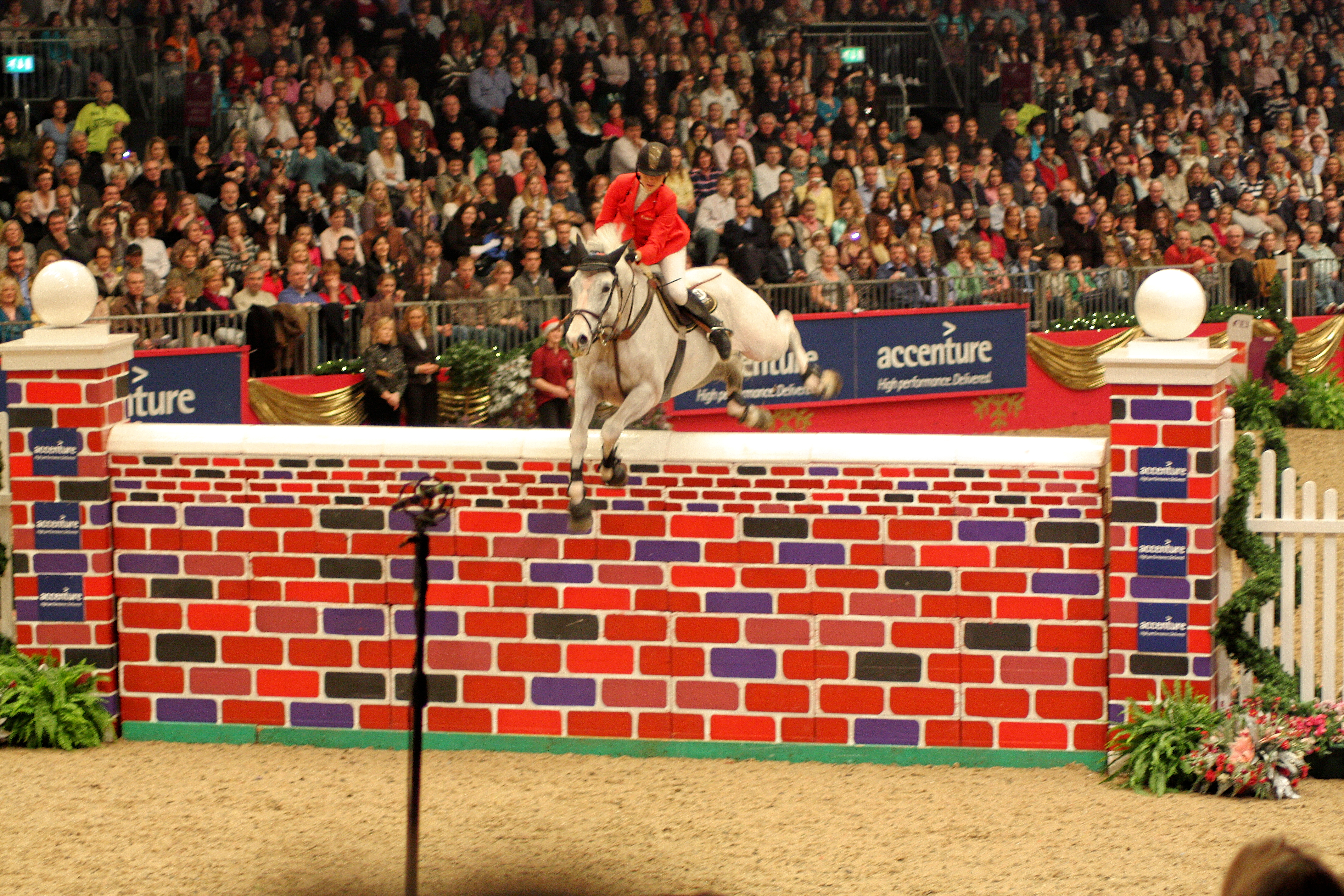
Die Mauer ist der Mittelpunkt einer jeden Mächtigkeitsspringprüfung

### Mächtigkeitsspringen
Mächtigkeitsspringprüfungen finden anhand eines mit dem Richtverfahren A identischen Grundreglements statt. Es handelt sich hierbei um Springprüfungen mit einem Normalumlauf und drei oder vier Stechen. Mächtigkeitsspringen wurden im deutschsprachigen Raum oftmals auch als SB-Springen bezeichnet. Da die Prüfungsform aus Sicht der FN nicht mehr zeitgemäß ist, darf sie seit 2024 im deutschen Turniersport nicht mehr angeboten werden.
Mächtigkeitsspringen beginnen mit einem Normalumlauf, der im Stil einer Springprüfung nach Fehlern, nicht gegen die Zeit (Richtverfahren A), ausgetragen wird. Am Ende des Parcours des Normalumlaufs steht eine Mauer aus einzelnen, leicht verschiebbaren Einzelteilen. In internationalen Wettbewerben ist diese im Normalumlauf meist etwa 1,70 Meter hoch.
Sollte mehr als ein Teilnehmer nach dem Normalumlauf strafpunktgleich auf dem ersten Platz stehen, findet anschließend ein Stechen statt. Vor Beginn des ersten Stechens wird der Parcours stark verkürzt, so dass dieser nur noch aus einem „normalen“ Hindernis (meist einer Triplebarre) und der Mauer besteht. Diese wird von nun an von Runde zu Runde erhöht. Sollte nach dem ersten Stechen mehr als ein Teilnehmer strafpunktgleich auf dem ersten Platz stehen, findet anschließend ein zweites Stechen statt. Im selben Fall findet nach dem zweiten Stechen ein drittes Stechen statt. Im Fall, dass nach einem Stechen nur noch ein Teilnehmer in Führung liegt, ist dieser der Sieger der Prüfung.
Nach dem dritten Stechen kann sowohl das Richtergremium als auch die Teilnehmer bestimmen, dass die Prüfung beendet wird. In diesem Fall würde es mehrere Sieger geben. Sollte noch ein viertes Stechen durchgeführt werden (mehr als vier Stechen sind nicht zulässig), wird dieses im gleichen Verfahren wie die vorhergegangenen Stechen durchgeführt. Nach diesem Stechen werden alle Teilnehmer, die strafpunktgleich in Führung liegen, zum Sieger erklärt. Alle Stechen finden, wie der Normalumlauf, im Stil einer Springprüfung nach Fehlern, nicht gegen die Zeit, statt.
In den Nachkriegsjahrzehnten wurden Mächtigkeitsspringen häufig als „Kanonenspringen“ durchgeführt, bei denen versucht wurde, neue Höhenrekorde aufzustellen. Aus dieser Zeit stammt unter anderem der noch gültige Hallen-Hochspringrekord von 2,35 Meter (Franke Sloothaak, 1991) Heute werden Mächtigkeitsspringen aus Sicherheitsgründen über Mauern aus losen, leichten Elementen durchgeführt, das Teilnehmerfeld beschränkt sich im professionellen Sport weitestgehend auf Reiter-Pferd-Paare, die speziell auf diese Art von Prüfung trainiert sind.

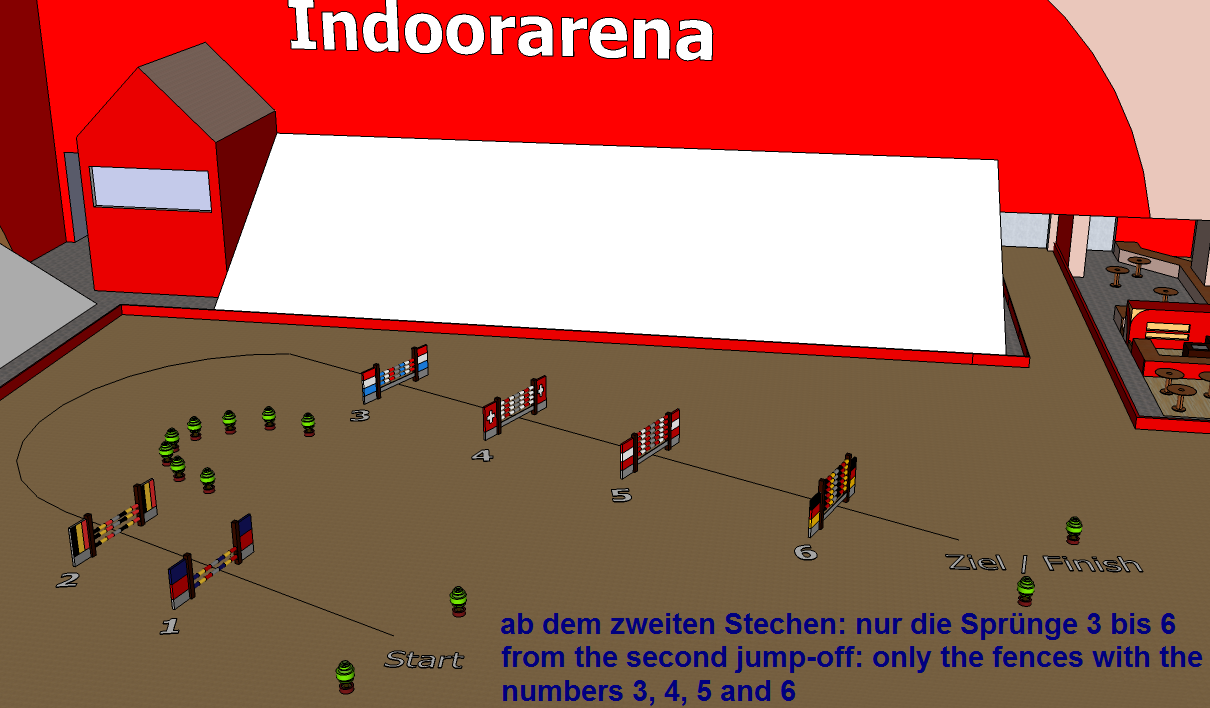
Beispielhafter Parcours einer Barrierenspringprüfung

### Barrierenspringprüfung (Six Bar)
Das Reglement einer Barrierenspringprüfung ist mit dem einer Mächtigkeitsspringprüfung identisch. Hierbei wird jedoch statt einer Mauer eine Reihe von sechs Steilsprüngen überwunden, die Höhe ist hierbei gleich bleibend oder steigt von Sprung zu Sprung an (letzteres ist die häufigere Variante). Im Normalumlauf und im ersten Stechen werden alle sechs Sprünge überwunden, die ersten zwei Sprünge stehen hierbei vielfach separiert von den restlichen vier (siehe Grafik). Ab dem zweiten Stechen werden nur noch die letzten vier Sprünge des Parcours überwunden.

### „Masters“-Springprüfungen
Die FEI räumt dem (internationalen) Turnierveranstalter die Möglichkeit ein, im Rahmen des FEI-Reglement eigene Prüfungen zu schaffen. So führen bzw. führten zum Beispiel die Weltcupturniere in Helsinki, London und Mechelen eine als Masters bezeichnete Springprüfungen durch. Hierbei geht es über einem normalen Parcours, das Reglement ist jedoch mit dem der Mächtigkeitsspringprüfung identisch.

### Glücksspringen
Bei Glücksspringprüfungen wird eine Zeit vorgegeben (normal zwischen 60 und 90 Sekunden, bei Turnieren in der Halle 45 Sekunden). Ziel ist es, die Hindernisse in dieser Zeit möglichst oft zu überwinden. Für ein fehlerfrei überwundenes Hindernis erhält der Teilnehmer zwei Punkte, bei einem Fehler einen Punkt. Nach Ablauf der festgelegten Zeit muss der Teilnehmer noch ein weiteres Hindernis springen, für dieses werden jedoch keine Punkte berechnet. Die Zeit wird bis zum Aufhufen nach dem letzten Sprung gemessen. Sieger ist der Teilnehmer mit der höchsten erreichten Punktzahl, bei Punktzahlgleichheit entscheidet die schnellste Zeit.

### Punktespringprüfung
Eine Punktespringprüfung besteht aus einem einmaligen Umlauf über einen festgelegten Turnierparcours über sechs, acht oder zehn Sprünge. Jeder Sprung in diesem Parcours hat einen bestimmten Wert (Sprung eins: ein Punkt), der Wert der Sprünge steigt mit jedem Sprung um einen Punkt an. Überwindet ein Reiter einen Sprung fehlerfrei, so wird für ihn die jeweilige Punkteanzahl des Sprungs gewertet. Kommt es zu einem Abwurf, erhält der Teilnehmer für diesen Sprung keine Punkte. Der erste Ungehorsam wird wie im Richtverfahren C nicht bestraft (nur über die Zeit). Im Übrigen (zum Beispiel bei der Zeit) wird das Reglement des Richtverfahrens A angewandt. Sieger ist der Teilnehmer mit den meisten erreichten Punkten und der geringsten benötigten Zeit.
Punktespringprüfungen können auch mit Joker ausgeschrieben werden. In diesem Fall kann an Stelle des letzten Sprungs des Parcours auch ein Joker-Sprung genommen werden. Dieser Sprung liegt in seiner Schwierigkeit über den anderen Sprüngen des Parcours, bringt jedoch auch die doppelte Punktanzahl des letzten Sprungs. Sollte am Joker ein Abwurf erfolgen, wird diese doppelte Punktanzahl von den bisher erreichten Punkten abgezogen.

### Jagd um Punkte
Die einzelnen Hindernisse bei der „Jagd um Punkte“ werden (je nach Schwierigkeit) mit Punkten zwischen 10 und 100 bewertet und gekennzeichnet. Es wird eine Zeit (zwischen 45 und 90 Sekunden) festgesetzt, innerhalb dieser können alle Hindernisse in beliebiger Reihenfolge und Richtung beliebig oft gesprungen werden. Jedes Hindernis wird maximal zweimal gewertet. Soweit an einem Sprung ein Abwurf erfolgt, darf dieses Hindernis nicht mehr gesprungen werden. Überwindet ein Reiter einen Sprung fehlerfrei, so wird für ihn die jeweilige Punkteanzahl des Sprungs gewertet. Kommt es zu einem Abwurf, erhält der Teilnehmer für diesen Sprung keine Punkte. Außerdem gibt es bei der „Jagd um Punkte“ auch einem Joker-Sprung. Dieser bringt bei fehlerfreien Überwinden 200 Punkte, bei einem Abwurf jedoch auch einen Abzug von 200 Punkten. Nach Ablauf der vorgegebenen Zeit muss der Teilnehmer die Ziellinie durchreiten, erst dann wird die Zeit gestoppt. Sieger ist der Teilnehmer mit höchster Punktzahl und der geringsten benötigten Zeit nach dem Durchreiten der Ziellinie. Mangels Beliebtheit wurde diese Prüfungsform zum Jahreswechsel 2023/2024 aus dem nationalen Reglement (LPO) gestrichen.

## Derbyprüfungen

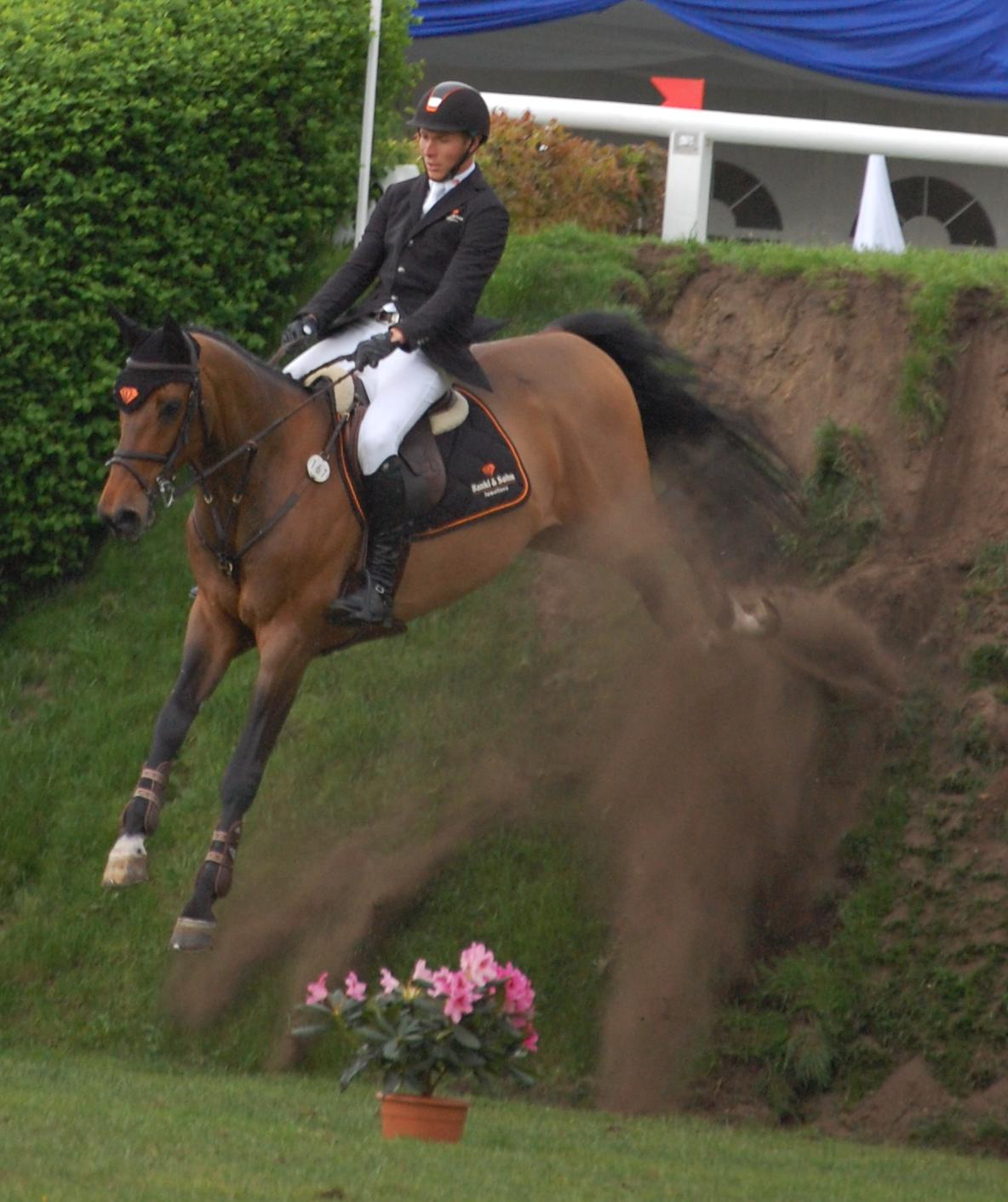
Absprung von einem Wall

Derbys sind besondere Springprüfungen mit naturnahen Sprüngen und Geländehindernissen (Wälle, Senken, Ricks mit Gräben). Sie können sowohl als Springprüfungen mit Stechen als auch als Zeitspringprüfung ausgetragen werden. Mehr hierzu ist im Artikel Derby (Pferdesport) zu finden.